# Kim Boo-kyum
Kim Boo-kyum (n. 21 ianuarie 1958, Sangju⁠(d), Coreea de Sud) este un activist și politician sud-coreean, iar în prezent ocupă funcția de prim-ministru din 14 mai 2021. A fost ministru de Interne și Siguranță din 2017 până în 2019. Membru al Partidului Democrat, a fost și membru al Adunării Naționale pentru prima circumscripție Suseong din 2016 până în 2020 și anterior a fost deputat pentru Gunpo între 2000 și 2012, mai întâi pentru Marele Partid Național (PNV), și apoi, din 2003, al Partidului Uri și al succesorilor săi. La alegerile parlamentare din 2016 la Daegu, Kim și-a învins oponentul din Saenuri, Kim Moon-soo, obținând 62,5% din voturi, fiind pentru prima dată când un membru al unui partid liberal a fost ales în acel oraș din 1985. Kim a candidat mai devreme la funcția de primar al orașului Daegu la alegerile locale din 2014 și a primit 40% din voturi, un număr văzut la acea vreme ca neobișnuit de mare în fortăreața conservatoare. A declarat în 2014 că speră să „depășească bariera regionalismului”.